# Fédération britannique d'escrime
La fédération britannique d'escrime ou British Fencing Association est l’organisme dirigeant de l'escrime au Royaume-Uni. La fédération a été créée en 1902 sous le nom d' Amateur Fencing Association.  
La fédération est reconnue par le British  Sports Council et le Comité olympique britannique. Elle est affiliée à la Confédération européenne d'escrime et à la Fédération internationale d'escrime.
La mention d’amateurisme a été retirée en 1996 date à laquelle le professionnalisme a été officiellement accepté dans l’escrime en Grande-Bretagne.

## Organisation
Depuis le 4 juillet 2005 le président élu est Keith A Smith.
La fédération est organisée à partir d’associations filiales représentant les nations constitutives du Royaume : Angleterre, Écosse, Pays-de-Galles et Irlande du Nord.
Chacune de ces nations est décomposée en régions.
- Channel Islands
- East Midlands
- Eastern
- London
- North East
- North West
- Northern Ireland
- Scotland Central
- Scotland East
- Scotland North
- Scotland West
- South East
- South West
- Southern
- Wales
- West Midlands
- Yorkshire

## Rôles
La BFA est responsable de l’organisation et de développement de l’escrime au Royaume-Uni. 
Elle sert de liaison avec les autorités sportives britanniques et internationales.
Elle contrôle l’organisation des compétitions qui ont lieu en Grande-Bretagne et édite les différents classements nationaux.
La fédération édite un magazine The Sword.

## Effectifs
La Fédération britannique d'escrime réunit dans sa totalité environ 40 000 adhérents.